# Campeonato Roraimense de Futebol de 1971
O Campeonato Roraimense de 1971 foi a 12°edição do futebol em Roraima e devido a demora na regularização das equipes inscritas só foi iniciado em 09 de janeiro de 1972.
- Atlético Roraima (Boa Vista)
- Baré (Boa Vista)
- São Raimundo-RR (Boa Vista)
- Náutico-RR (Boa Vista)
- São Francisco (Boa Vista)
- GAS (Boa Vista)

### Primeiro Turno
| Col. Equipe | Col. Equipe   | PTS | J | V | E | D | GP | GC | SG  |
| ----------- | ------------- | --- | - | - | - | - | -- | -- | --- |
| 1°          | Baré          | 8   | 5 | 3 | 2 | 0 | 16 | 4  | 12  |
| 2°          | Roraima       | 5   | 5 | 1 | 3 | 1 | 6  | 7  | -1  |
| 3°          | GAS           | 4   | 3 | 1 | 2 | 0 | 7  | 6  | 1   |
| 4°          | Náutico       | 2   | 3 | 1 | 0 | 2 | 3  | 4  | -1  |
| 5°          | São Raimundo  | 2   | 2 | 1 | 0 | 1 | 2  | 2  | 0   |
| 6°          | São Francisco | 1   | 4 | 0 | 1 | 3 | 4  | 15 | -11 |

Observações: Baré campeão do 1° Turno

## Segundo Turno - Torneio Sesquicentenário
Em 25 de março devido a diversas irregularidades na maioria das partidas deste turno, o Tribunal de Justiça Desportiva resolveu anular todo o 1º turno. Com isto a Federação Roraimense de Desportos em Assembléia Geral deliberou por cancelar o campeonato e promover dois torneios com as mesmas equipes.
A primeira competição foi o Torneio Sesquicentenário que teve o Atlético Roraima Clube como campeão ao vencer os dois turnos, goleando na última partida do torneio o Náutico por 6 a 2 em 03 de setembro.
A segunda competição foi o Torneio Compensação que teve o Baré Esporte Clube como campeão, inclusive com uma goleada sobre o Náutico em 22 de outubro de 1972 por 11 a 0.
| Torneio Sesquicentenário                   |
| Campeonato Roraimense                      |
| ------------------------------------------ |
| Atlético Roraima Clube Campeão (1º título) |

| Torneio Compensação                    |
| Campeonato Roraimense                  |
| -------------------------------------- |
| Baré Esporte Clube Campeão (1º título) |